# نادی‌بایوم
نادی‌بایوم (به مجاری:  Nagybajom) یک منطقهٔ مسکونی در مجارستان است که در ناحیه کاپوشوار واقع شده‌است. نادی‌بایوم ۱۰۸٫۷۷ کیلومتر مربع مساحت و ۳٬۳۱۲ نفر جمعیت دارد.

## خواهرخوانده
شهر شرتنز خواهرخواندهٔ نادی‌بایوم هست.